# Eucalyptus rigidula
Eucalyptus rigidula är en myrtenväxtart som beskrevs av Joseph Henry Maiden. Eucalyptus rigidula ingår i släktet Eucalyptus och familjen myrtenväxter. Inga underarter finns listade i Catalogue of Life.